# Хусейн, кронпринц Йорданії
Хусейн ібн Абдалла (араб. الحسين بن عبد الله الثاني; нар. 28 червня 1994, Амман) — наслідний принц Королівства Йорданії, є прямим спадкоємцем трону з 2004 року.

## Життєпис
Народився 28 червня 1994 року в Аммані. Належить до королівської династії Хашимітів.
Старший син і дитина короля Абдалли II та королеви Ранії. У нього дві молодші сестри та один молодший брат: принцеса Іман (нар. 1996), принцеса Сальма (нар. 2000) та принц Хашем (нар. 2005).
Принц Хусейн розпочав свою початкову освіту в Міжнародній школі Choueifat та Міжнародній Амманській академії.
У 2004 році замінив свого зведеного дядька принца Хамзу як спадкоємця престолу, в 2009 році отримав титул наслідного принца.
Потім закінчив середню школу в Королівській академії у 2012 році, отримав ступінь бакалавра в галузі міжнародної історії у Джорджтаунському університеті у 2016 році та закінчив Королівську військову академію у Сандгерсті у 2017 році.
Виконує іноді королівські обов'язки, за відсутності батька був регентом країни.
Очолює Фонд наслідного принца. 23 квітня 2015 року став наймолодшою в історії людиною, яка очолила сесію Ради Безпеки ООН (принцу на той час було 20 років).

## Особисте життя
З 16 серпня 2022 року принц був заручений з Раджвою Халед бін Мусаєд бін Саїф бін Абдулазіз аль Саїф. 1 червня 2023 року відбулося весілля. Шлюб був укладений під час ісламської церемонії як «катб ктаб», яка проводилася в альтанці під керівництвом імама Королівського Хашимітського суду доктора Ахмеда Аль Халайле. Для майбутньої дружини Хусейн обрав лаконічну сукню від ліванського бренду Elie Saab. 3 серпня 2024 року у них народилася дочка Іман.

## Нагороди
Національні нагороди
- Орден Незалежності Йорданії.
- Медаль ордена Держави Сторіччя.

Іноземні відзнаки
- Бахрейн: Кавалер 1-го класу ордена Відродження (Бахрейн, 5 лютого 2019 року)[8];
- Норвегія: Кавалер Великого хреста ордена Святого Олафа (2 березня 2020 року)[9];
- Швеція: Великий хрест ордена Полярної Зірки (15 листопада 2022 року)[10].